# Wyers-Schelfeis
Koordinaten: 67° 11′ S, 49° 54′ O
Das Wyers-Schelfeis ist ein kleines antarktisches Schelfeis an der Küste des ostantarktischen Enderbylands. Es liegt auf der Ostseite des landseitigen Endes der Sakellari-Halbinsel.
Luftaufnahmen der Australian National Antarctic Research Expeditions aus den Jahren 1956 und 1957b dienten seiner Kartierung. Das Antarctic Names Committee of Australia (ANCA) benannte das Schelfeis nach Robert W. L. Wyers, Glaziologe auf der Mawson-Station im Jahr 1961.